# Марупите
Ма́рупите (латыш. Mārupīte, исторические варианты названия — Мельничный канал Мары, Мариинка) — небольшая река в Латвии, протекающая по территории Марупского края и Курземского района города Риги, левый приток Даугавы. Берёт начало из болотного массива (территория пригородного района Тирайне); ранее впадала в один из рукавов Даугавы, известный как ров Килевейна (Kīleveina grāvis), ныне впадает в Агенскалнский залив Даугавы.

## География
Общая длина реки — 11 километров, в том числе 6 км в городской черте. Общая площадь водосбора — 32,2 квадратных километра.
Верховье реки образовано соединением небольших озёр в окрестностях Тирайне еще в XIII веке. Впоследствии прорытые в древности каналы были превращены в мелиоративные, сооруженные во времена Латвийской ССР на территории колхоза «Марупе». Там, где начинаются административные границы города, река протекает через дюнную гряду, идущую практически параллельно улице Кантора. Далее русло реки Марупите проходит по заросшей пойме шириной 50-100 метров в малоэтажном микрорайоне Биерини. После этого река пересекает Карля Улманя гатве и железнодорожную линию Торнякалнс — Тукумс II, проходит через пруд Марас и петляет через парк «Аркадия». На территории этого паркового сектора были сооружены два шлюза для регулирования уровня воды в реке Марупите. На финальном этапе река течёт по парку Победы, пересекая бульвар Узварас, улицу Слокас и Ранькя дамбис, и впадает в Агенскалнский залив.

## История
Небольшая речка получила своё имя от Пресвятой Богородицы, так как на ней в средние века находилась построенная в 1226 году укреплённая водяная мельница, принадлежавшая Домскому капитулу, который, в свою очередь, владел Домским собором — церковью Святой Марии. Чтобы обеспечить непрерывную работу мельницы, несколько небольших озёр на болотах соединили каналами и устроили шлюзы. Они служили также защитой от неприятеля: при его приближении к городу шлюзы открывали и подступы к переправе затапливали. Таким способом, например, были остановлены войска русского царя Алексея Михайловича в 1656 году.
Существующий пруд Марас у парка Аркадия образован запрудой реки, построенной возле мельницы.
В XVI веке польский король Сигизмунд Август подарил мельницу за заслуги перед Короной своему секретарю Андрею Спилле, который в 1573 году продал её за 3500 талеров городу Риге.
В 1622 году, во время Польско-Шведской войны, поляки попытались захватить мельницу, но 15 доблестных защитников отстояли её. Эти события отражены в романе Арведа Михельсона «Слуги дьявола» и «Слуги дьявола на Чёртовой мельнице», а затем в одноимённом художественном фильме Рижской киностудии.
Возможно, мельница была разрушена при наступлении русских войск в 1656 году, так как в 1660 году мельник Михаил Глезер построил новое здание мельницы взамен пришедшего в негодность.
В 1794 году датский предприниматель Расмус Мёбе устроил возле пруда место отдыха и назвал его именем древнего датского города Альтона или Алтонава. Здесь проходили гуляния и театральные представления.
В 1833 году на берегу пруда начала работать текстильная фабрика Э. Лезеревица.
В начале XX века руины мельницы снесли. В 1902 году построили новое здание с двухэтажным чердаком, а проточной воде предпочли паровой двигатель. На первом этаже мельницы хранились мешки, на втором этаже в трехкомнатной квартире жил хозяин. На территории имелось три жилых дома, сарай, курятник, погреб, склад и магазин. По берегам пруда начали строить особняки.
В первый раз русло реки было изменено в 1898 году в рамках проекта по ландшафтной реорганизации Торенсбергского парка (ныне парк «Аркадия»): рижский садовый архитектор Георг Куфальдт отвёл реку от строящейся трамвайной линии и «заставил» её петлять через парк в декоративном стиле, построив даже искусственный водопад — так называемую Рижскую Иматру. Таким образом Мариинка стала одним из наиболее привлекательных элементов парка «Аркадия». Зелёные насаждения по её берегам проредили, часть деревьев и кустов заменили новыми, декоративными породами. В парке были оставлены большие лужайки, а деревья и кустарники были в основном сконцентрированы вдоль многочисленных прогулочных троп. Часть территории парка была сдана в аренду пивоварне «Валдшлезген», которая построила также ресторан. В 1908 году он сгорел, был восстановлен в 1910 году. Красота пейзажа так поразила арендатора ресторана, что он дал ему греческое название «Аркадия». Чтобы взимать за вход плату, территорию парка огородили забором.
В 1920-е годы реку использовали для разведения рыбы, в 1930-е на берегу устроили пляж. В 1959 году его закрыли, так как в реку стали сливаться стоки чулочной фабрики «Аврора». Вместо пляжа был устроен лодочный причал, в зимнее время на льду пруда работал каток.
Во второй раз русло реки было изменено в середине 1960-х годов, когда велись работы по реконструкции нынешнего парка Победы: тогда реку заставили протекать через парк, в котором по проекту Виктора Дорофеева и Эвалда Фогеля был вырыт пруд.

## Дендрологические особенности
При реконструкции были максимально сохранены исторические зелёные насаждения, естественно растущие чёрная ольха, черёмуха, берёза. Со стороны фабрики «Аврора» на берегу пруда Марас сохранились старейшие в Риге деревья чёрной ольхи.
На берегах Марупите произрастают 16 местных и 38 интродуцированных пород деревьев. Среди последних надо отметить татарский клён, пенсильванский и зелёный ясень (Fraxinus pennsylvanica var. subintegerrima), тополь берлинский, красный дуб и другие привезённые в Латвию породы.
В последние годы высажены такие дендрологические редкости, как сорт серебристого клёна Wieri, сорт гималайской берёзы Dorenbos, сорт белой ивы Aurea, сорт бука Purple Fountain.